# Madonna della Rosa (Orsanmichele)

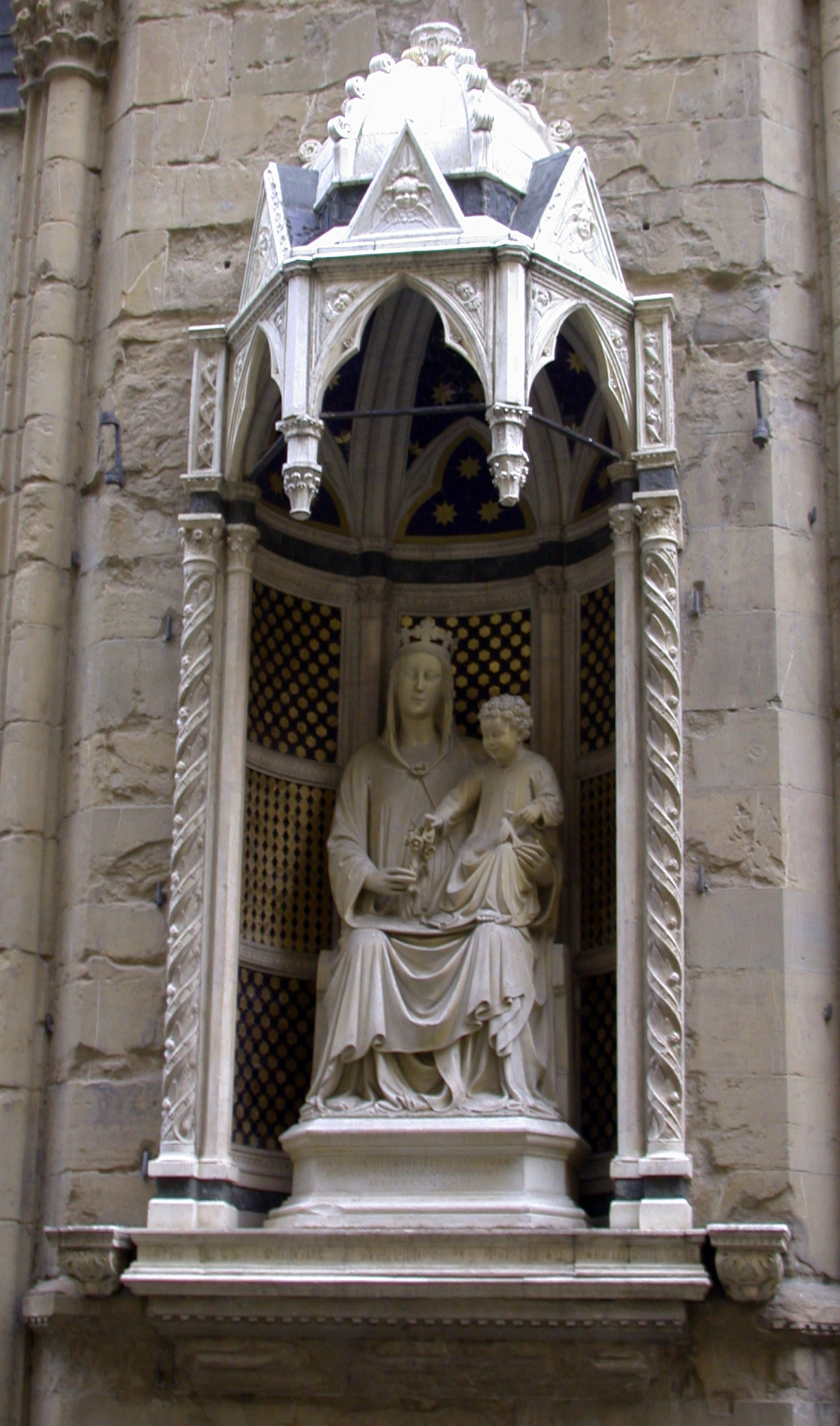
Madonna della Rosa di Piero di Giovanni Tedesco

Il gruppo scultoreo della Madonna della Rosa, attribuito a Piero di Giovanni Tedesco, fa parte del ciclo delle quattordici statue dei protettori delle Arti di Firenze nelle nicchie esterne della chiesa di Orsanmichele. Fu commissionato dall'Arte dei Medici e Speziali e risale al 1399 circa. È in marmo ed è alto 220 cm. Oggi si trova conservato all'interno del Museo di Orsanmichele, mentre all'esterno è sostituito da una copia.

## Storia
La statua non è documentata per cui è stata oggetto di svariate ipotesi attributive e di datazione. La maggior parte degli studiosi è oggi concorde nell'attribuire l'opera a Pietro di Giovanni Tedesco, uno scultore di origine nordeuropea (tedesca o fiamminga), attivo a Firenze nel cantiere del Duomo.
Un'iscrizione latina alla base del tabernacolo ricorda come la statua fu oggetto di uno sfregio da parte di un ragazzino ebreo, che costò la vita al colpevole nel 1493: la Madonna era infatti la protettrice di molte attività cittadine e non si poteva tollerare che un affronto del genere restasse impunito. 
La statua è stata oggetto di una grande devozione popolare, così che nel 1628 si decise di spostarla all'interno della chiesa. Nel 1858 la sua nicchia, ampia e riparata, ospitò il San Giorgio, mentre nel 1925 la statua venne ricollocata all'esterno nella sua posizione originale.

## Descrizione
La statua rappresenta una Madonna in trono col Bambino e deve il suo nome al mazzetto di rose canine che il Bambino cerca di prendere dalle mani della madre.
La statua è caratterizzata da una volumetria piena e arrotondata, con una monumentalità che si percepisce appieno solo all'interno del tabernacolo, dove un gioco di rimandi ottici ne evidenziano le forme. Vista fuori dal contesto invece, come nel Museo, essa appare appiattita e un po' incoerente.
L'opera mostra analogie con le opere della tarda scuola di Giotto, per via della ricerca di equilibrio e della compostezza che la contraddistingue.
Grazie alla lunga conservazione all'interno, le condizioni di conservazione della statua sono migliori delle altre della serie, e inoltre la statua non subì quel processo di annerimento del marmo per farla assomigliare al bronzo tra la fine del Settecento e l'inizio dell'Ottocento. 
Nel 1996 venne restaurata, scoprendo una superficie intatta, tranne alcune abrasioni dovute a una pulitura troppo energetica eseguita durante un maldestro restauro antecedente. Sul mazzetto di rose restano tracce di doratura, mentre il colletto della veste del bambino ha tracce di coloratura, che farebbero pensare a un'originaria policromia del gruppo scultoreo.